# 曲線

放物線は簡単な曲線の例である

数学における曲線（きょくせん、英: curve, curved line）は、一般にまっすぐとは限らない幾何学的対象としての「線」を言う。 つまり、曲線とは曲率が零とは限らないという意味での直線の一般化である。
数学の様々な分野において、その研究領域に応じたそれぞれやや異なる意味で「曲線」の語が用いられる（から、精確な意味は文脈に即して捉えるべきである）が、それらの意味の多くは以下に挙げる定義の特別な実例になっているはずである。すなわち、曲線とは局所的に直線と同相であるような位相空間を言う。それは日常語で言えば、曲線は点の集合であって、それらの点が十分近くであれば直線のように見えるが、変形があってもよいというような意味である。数学の各分野で扱われる曲線の数は多岐にわたる。
最初に触れる曲線の簡単な例というのはほとんどの場合「平面曲線」（例えば平らな紙の上に描いた曲がった線）であろうが、螺旋のように三次元的なものもある。幾何学的な必要性や、例えば古典力学からの要請で任意次元の空間に埋め込まれた曲線の概念も必要とされる。一般相対論において世界線とは時空内の曲線である。
注一般用語として、「曲線」が（成長曲線やフィリップス曲線の例に見るように）函数のグラフ、あるいはより多様な二次元図表の意味で用いられることがあるが、本項で言う意味とは（近い関連はあるにせよ）異なるものである。

## 歴史

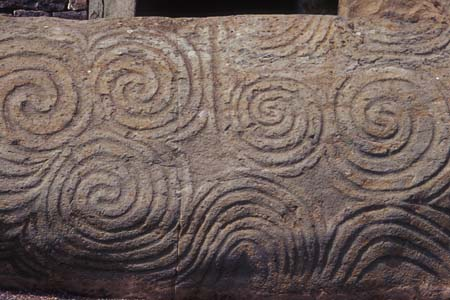
ニューグレンジの巨石芸術は古代における曲線への興味を示している

曲線への関心が、それが数学的研究の主題となるよりずっと昔から存在したことは、先史時代までさかのぼれる芸術や日用品において装飾的に用いられる種々の例から見てとることができる。曲線、あるいは少なくともそれらの視覚的表現は、例えば浜の砂に棒きれで描くように、容易に作り出せる。

円錐を切断して得られる曲線（円錐曲線）は古代ギリシアで研究された曲線の一つである。

古代ギリシアの幾何学者は多種多様な曲線を研究した。その一つの理由は、彼らが標準的なコンパスと定木を用いた作図を用いて解くことのできない幾何学的問題を解くことに関心を持っていたからである。
- 円錐曲線はペルガのアポロニウスが研究した。
- ディオクレスのシッソイドはディオクレスが研究し、立方倍積問題に用いた[4]。
- ニコメデスのコンコイドはニコメデス（英語版）が研究し、立方倍積問題と角の三等分問題の両方に用いた[5]。
- アルキメデスの螺旋はシラクサのアルキメデスが研究し、角の三等分問題と円積問題に用いた[6]。
- spiric section（英語版） (ペルセウスのトーラス曲線（英語版）) はペルセウス（英語版）の研究した、（アポロニウスの円錐曲線と同様に）平面による切断でトーラスの断面に現れる曲線である。

解析幾何学は、幾何学的作図の代わりに方程式を用いた定義により、デカルトの正葉線のような曲線も扱えるようにした

曲線論の基本的な進歩は17世紀に解析幾何学によってもたらされた。これにより曲線は、極めて精巧な幾何学的構成ではなく、方程式を用いて記述することができるようになる。これは新しい曲線を定義して研究できるようになるというばかりでなく、代数方程式を用いて定義できる代数曲線と、そうでない超越曲線という、曲線の形式的な区別も可能となることも意味する。それ以前には、曲線が「どのように生成されたか」または「どのようにして生成できるか」の別に従って「幾何学的」または「機械的」と記述されていた。
円錐曲線はケプラーが天文学に応用した。
ニュートンも変分法の初期の例に取り組んだ。例えば最速降下問題や等時問題のような変分問題の解曲線として、新たな方法に関する曲線の性質が導入された（この例の場合は擺線）。懸垂線は吊るされた鎖の問題の解曲線としてその名がある。この種の問題は微分法の登場とともに機械的に扱えるものとなっていった。
一般に平面代数曲線論が始まるのは18世紀からである。ニュートンは、実点集合が「卵形」になることに関する一般記述において、三次曲線を研究した。ベズーの定理の主張は、当時の幾何学が直接的に扱えない数々の側面を示しており、特異点や複素数解も併せて扱う必要がある。
19世紀以降は独立した曲線論ではなく、射影幾何学や微分幾何学の一次元的側面として曲線が現れるようになる。後には位相幾何学でも扱われ、そのころには例えばジョルダン曲線定理は、複素解析において必要とされるだけでなく、極めて深い内容を持つものと理解されるようになる。空間充填曲線の現れる時代には、ついに現代的な曲線の定義が生み出されることとなる。

## 定義

マンデルブロ集合の双曲成分の境界は閉曲線である

一般に曲線は実数直線内の区間 I から位相空間 X への連続写像 γ: I → X を通じて定義される。写像 γ 自身を曲線と呼ぶか、γ の像を曲線と呼ぶかは文脈による。例えば位相空間論において写像自身を曲線と呼ぶのは、単に連続というだけの写像の像を曲線と呼ぼうとすれば、およそ一般的に言う意味での曲線とは思えないものまで曲線と呼ぶことになってしまうためである。他方で、可微分函数（あるいは少なくとも区分的に微分可能な函数）の定める曲線を対象とするならば、曲線と呼ぶのはふつう像のほうである。

開ジョルダン曲線

- 曲線 γ が単純またはジョルダン弧であるとは、γ が単射（すなわち x, y ∈ I が γ(x) = γ(y) を満たすならば必ず x = y）となることを言う。ただし、I が有界閉区間 [a, b] のときには、γ(a) = γ(b) となることは許す（このように約束すれば、単純閉曲線について述べることができる）。日常語で言えば、「自分自身と交叉することがなく、また途切れたりもしていない」曲線が単純曲線である[7]。
- （I の端点以外の）適当な x ≠ y で γ(x) = γ(y) となるならば、γ(x) はこの曲線の多重点（少なくとも二重点）と呼ばれる曲線の特異点である。
- 曲線 γ が閉あるいはループであるとは、I が有界閉区間で、それを [a, b] と書けば γ(a) = γ(b) となるときに言う。したがって、閉曲線は円周 S1 の連続像になっている。単純閉曲線はジョルダン曲線とも呼ばれ、ジョルダン曲線定理はジョルダン曲線が平面全体を「内側」と「外側」の二つに分けることを述べるものである。

平面曲線は X がユークリッド平面、場合によっては射影平面であるような場合の曲線を言う。空間曲線は X が三次元の空間（ふつうはユークリッド空間）の場合を言い、非平面曲線 (skew curve) はどのような平面上にも載っていない空間直線を言う。これら平面・空間・非平面曲線の区別は実代数曲線にも適用できるが、代数曲線がここでいう曲線の定義を満たさないことは注意すべきである（たとえば実代数曲線は不連結になりうる）。
ここでの曲線の定義は、幅が無く途切れもない直線のような連結で連続な図形という曲線に対する我々の直観的概念をよく捉えているものになっているが、一般的な意味では曲線とはいいがたい病的な図形も含まれてしまう。例えば、平面上の正方形を像が被覆するような曲線（空間充填曲線）が存在する。単純平面曲線の像が一つ大きいハウスドルフ次元を持ち得る（コッホ雪片を参照）し、さらに正のルベーグ測度さえ持ち得る（それはペアノ曲線の構成を少し変更すれば作れる）。ドラゴン曲線はもうひとつの変な例である。

## 曲線の長さ
X を n-次元ユークリッド空間 Rn とし、曲線 γ: [a, b] → X は単射かつ連続的微分可能とすれば、γ の長さ (length) とは
{\displaystyle \operatorname {Length} (\gamma ):=\int _{a}^{b}|\gamma '(t)|{\mathit {dt}}}
で定義される量を言う。曲線の長さは γ のパラメータの取り方に依らないことに注意せよ。特に、閉区間 [a, b] 上定義された連続的微分可能函数 y = f(x) のグラフ の長さ s は
{\displaystyle s=\int _{a}^{b}{\sqrt {1+[f'(x)]^{2}}}\,{\mathit {dx}}}
で与えられる。より一般に X が距離函数 d を持つ距離空間とすれば、曲線 γ: [a, b] → X の長さは
{\displaystyle \operatorname {Length} (\gamma ):=\sup \!{\Big \{}\sum _{i=1}^{n}d(\gamma (t_{i}),\gamma (t_{i-1})):n\in \mathbb {N} ,a=t_{0}<t_{1}<\ldots <t_{n}=b{\Bigr \}}}
と定義できる。ただし、上限 sup は任意の自然数 n と [a, b] の任意の分割に亘ってとる。
求長可能曲線 (rectifiable curve) とは長さが有限な曲線（有限長曲線）を言う。曲線 γ: [a, b] → X が自然（または単位速さもしくは速さ 1）あるいは弧長パラメータを持つとは、任意の t1, t2 ∈ [a, b] (t1 ≤ t2) に対して
{\displaystyle \operatorname {Length} (\gamma |_{[t_{1},t_{2}]})=t_{2}-t_{1}}
が成り立つことを言う。γ: [a, b] → X がリプシッツ連続函数ならば、曲線 γ は自動的に求長可能である。さらに言えば、このとき γ の速さ (speed) または距離微分が
{\displaystyle \operatorname {Speed} _{\gamma }(t):=\limsup _{[a,b]\ni s\to t}{\frac {d(\gamma (s),\gamma (t))}{|s-t|}}}
と定義できて、
{\displaystyle \operatorname {Length} (\gamma )=\int _{a}^{b}{\operatorname {Speed} _{\gamma }}(t){\mathit {dt}}}
が示される。

## 微分構造
I は実数直線内の区間とする。X が可微分多様体であるとき、X 内の可微分曲線の概念を考えることができる。厳密さをさておけば可微分曲線とは局所的に単射可微分写像 γ: I → X で定義される曲線である。より厳密には、可微分曲線は X の部分集合 C であって、C の各点に近傍 U が存在して、C ∪ U が実数直線内の区間に微分同相となる。すなわち、可微分曲線は一次元の可微分多様体である。この概念は、数学における曲線の使用の大半の部分をカバーするのに十分一般なものである。局所的に見れば X はユークリッド空間 Rn ととることができる。他方、より一般であることは有用で、例えば、可微分曲線の概念を用いて X の接ベクトルを定義することができる。
同様に X が滑らかな多様体であるとき X 内の滑らかな曲線あるいは C∞-級曲線を、滑らかな写像 γ: I → X によって定義することができる。あるいはより細かく、X が Ck-級可微分多様体（各チャートが k 回連続的微分可能）ならば、X 内の Ck-級可微分曲線あるいは短く Ck-級曲線は、写像 γ が k 回連続的微分可能とだけ仮定することで定義できる。またより強く、X が解析多様体（各チャートが無限回微分可能かつ冪級数展開可能）で、γ が解析写像（Cω-級）ならば、解析曲線（Cω-級曲線）と呼ぶ。
可微分曲線が非特異 (regular) とは、その微分が至る所消えないときに言う（つまり、非特異曲線は動点がその曲線上で速度が弱まり停止したり後戻りしたりしない）。二つの Ck-級可微分曲線 γ1; I → X, γ2: J → X が同値であるとは、Ck-級全単射 p: J → I が存在して、逆写像 p−1 も Ck-級、かつ任意の t において γ2(t) = γ1(p(t)) を満たすときに言う。写像 γ2 は γ1 のパラメータの取り換え (reparametrisation) であると言う。パラメータの取り換えであるという関係は X 上の Ck-級可微分曲線全体の成す集合上の同値関係を与え、その各同値類は Ck-級の弧 (Ck arc) と呼ばれる。

## 代数曲線
代数曲線は代数幾何学で扱われる曲線である。平面代数曲線は、各座標 x, y が適当な体 F 上の二変数多項式 f を用いて f(x, y) = 0 を満たすような点全体の成す軌跡を言う。通例、代数幾何学においては F に座標をとる点だけを見るのではなく、適当な代数閉体 K に座標をとる点すべてを考える。曲線 C が F-係数多項式 f によって定義されているとき、曲線 C は F 上定義されていると言う。曲線 C の点は、その各座標がすべて一つの体 G に属しているとき、G 上の有理点あるいは短く G-有理点と呼ぶ。C の G-有理点全体の成す集合は C(G) と書かれる。G が有理数全体の成す体であるときは、単に「有理点」と呼ぶ。例えば、フェルマーの最終定理を「n > 2 に対して、次数 2 のフェルマー曲線の任意の有理点は必ず何れかの座標が零に等しい」と言い換えることができる。
代数曲線に対しても空間曲線や高次元空間内の曲線を考えることができる。それは一次元の代数多様体として定義されるものである。n-次元空間内の代数曲線は、少なくとも n − 1 本の n-変数多項式の共通零点として得られる。n − 1 本の多項式が n-次元空間内の曲線を定義するに十分であるとき、その曲線は完全交叉であると言う。（消去理論の任意の道具を使って）変数を消去することにより、代数曲線は平面代数曲線の上に射影することができるけれども、その際に尖点や二重点などの特異点が生じる可能性がある。
平面代数曲線は射影平面内の曲線として計算することもできる。曲線が全次数 d の多項式 f で定義されているとき、wd⋅f(u/w, v/w) は斉次次数 d の斉次多項式 g(u, v, w) に簡略化できる。g(u, v, w) = 0 を満たす u, v, w の値はもとの曲線を完備化した射影曲線上の曲線上の点の斉次座標を与えており、特にもともとの曲線上の点は w が非零であるような点として表される。例えばフェルマー曲線 un + vn = wn はそのアフィン形が xn + yn = 1 で与えられる。この斉次化の過程はより高次元の空間内の曲線に対しても同様に定義できる。
代数曲線の重要な例として、円錐曲線は次数 2, 種数 0 の非特異曲線であり、楕円曲線は数論で扱われ暗号理論に重要な応用を持つ種数 1 の非特異曲線である。標数 0 の体における代数曲線はほとんどすべての場合に複素数上で考えるから、代数幾何学における代数曲線は実曲面と見ることもできる。特に、非特異な複素射影代数曲線はリーマン面と呼ばれる。

## 注